# 大橋篤 (俳優)
大橋 篤（おおはし あつし、1993年1月17日 - ）は、日本の舞台俳優。岐阜県多治見市出身。2024年11月の主演舞台「そのアパートでは変身できない」では六行会ホールで全公演満席と好評を博した。

## 人物
- 【＆4】のメンバー。
- クリエイティブユニット【ソフトボイルド】のメンバー。
- 【らんどりぃず】のメンバー。

## 出演

### 舞台
2012年
- 『東京zoom』（2012年5月15日-5月20日 両国エアースタジオ）劇団

2013年
- 劇団RIZE『主役』（2013年3月13日-3月17日 ウエストエンドスタジオ）- 主演
- 『音楽劇ハムレット異聞』（2013年11月1日-11月2日 あかいくつ劇場）-ギルデスターン 役

2014年
- 『不良少年と天使の恋の唄』（2014年1月1日-1月5日 絵空箱）Aチーム
- 『異人たちのラプソディ』（2014年4月16日-4月20日 MOMO）月組 - 相田 役
- ボクらの罪団 初犯公演 『プレイ』（2014年7月22日-7月27日 テアトルBONBON）- 怨チーム
- 劇団RIZE+旗揚げ公演『We are IDOL』（2014年9月18日-9月21日 阿佐ヶ谷シアターシャイン）

2015年
- ボクらの罪団 第二犯公演 『ディスプレイ』（2015年4月7日-4月12日 萬劇場）
- ボクらの罪団単毒LIVE2015『オナニ○の向こう側』（2015年10月10日-10月12日 taccs1179）

2016年
- ボクらの罪団 第三犯公演『リプレイ』（2016年2月23日－2月28日 池袋シアターグリーン Box in Box Theatre）
- 『鬼～贋大江山奇譚～』（2016年8月6日-8月7日 池袋GEKIBA）- 主演・弥三郎 役
- ミュージカル『フラボーイ』（2016年8月25日-8月26日 いわき芸術文化交流館アリオス）- 内郷剛 役

2017年
- 『信玄の娘たち』（2017年1月19日-1月22日 HOPE）- 武田勝頼 役
- 『はだしのゲン誕生～中沢啓治自伝』（2017年5月19日 国立オリンピック記念青少年総合センター）- 中沢啓治 役
- 『白虎隊』（2017年10月4日-10月9日 HOPE）- 成瀬善四郎 役
- 『UBUGOE vol.17』（2017年11月7日-11月8日 目黒パーシモンホール）

2018年
- 『炎龍の剱』（2018年1月5日-1月8日 本多劇場小劇場B1）- 霧呂 役
- ILLUMINUS ILLUMINUS Play Room Stage『竜の落とし子-リバイズ-』（2018年3月22日 - 25日、中板橋新生館スタジオ）- サンゴ 役
- ILLUMINUS Stage Project ILLUMINUS『家族のはなし』（2018年5月3日 - 4日、サントミューゼ 小ホール ）- 小林（長野公演）役
- 『大正浪漫に踊る～天空を翔るハイカラ娘たち～』（2018年5月30日-6月3日 本多劇場 小劇場B1）- 愛賢 役
- 『MARBLE!!』（2018年7月26日-7月29日 シアターミラクル）- 今路大 役
- 『大脚色』（2018年8月8日・9日・11日 ゆめまち劇場）-日替わりゲスト
- DangerousBox Vol.16『雪華、一片に舞う』（2018年8月16日 - 21日、上野ストアハウス）- 柴田勇次 役[1]
- 『オペラ座の怪人とボーイズガールズ』（2018年9月1日 いわき芸術文化交流館アリオス）
- 劇団シアターザロケッツ第七回舞台公演『シャンパンタワーが立てられない』（2018年10月3日 - 14日 ザ・ポケット）- 大泉佑介 役[2]
- 浅草六区ゆめまち劇場主催公演 『或るアリス』（2018年10月31日-11月4日、ゆめまち劇場）- マッド 役
- 浅草六区ゆめまち劇場主催公演 『罪』（2018年12月5日 - 10日、浅草六区 ゆめまち劇場）- 磯貝保 役
- 『ONE～大切なもの～』（2018年12月26日 町田まほろ座）

2019年
- 第2回 a-fiction m&h theater『デリバリースーサイド2』（2019年1月29日 - 2月3日、八幡山ワーサルシアター）- 名取省吾 役[3]
- ＆4 『告白(仮)』（2019年2月15日 - 17日、APOCシアター）- 川村みねきち 役

- ソラリネ。#24 『REPLACE』（2019年4月3日 - 4月6日、劇場MOMO）- 真中正悟 役[5]
- 劇団シアターザロケッツプロデュース公演vol.4『雨のち晴れ』（2019年5月21日 - 26日 テアトルBONBON）- 品川大輔 役[6]
- 劇団シアターザロケッツプロデュース公演vol.5『星降る学校』（2019年8月20日 - 25日 テアトルBONBON）- 鎌田 役[7]
- AOL presents vol.4 『ジャック・ザ・リッパー/1888』（2019年9月25日 - 29日、花まる学習会王子小劇場）- 主演・ジャック 役
- スズキプロジェクトバージョンファイブ本公演『壁に挟まった男』（2019年10月30日 - 11月10日 劇場MOMO）- カネキヨ 役[8]
- 劇団シアターザロケッツ第九回舞台公演『佐山家シンフォニア』（2019年12月12日 - 15日 六行会ホール）- 佐山慎吾 役[9]

2020年
- 舞台版『帝都メルヒェン探偵録〜幽霊屋敷のブレーメン〜』（2020年1月29日 - 2月2日、池袋BIG TREE TEATER）- 一谷高正 役[10]
- ＆4 『オーリョーをさがせ!』（2020年3月5日 - 8日、高田馬場ラビネスト）[11]
- 劇団シアターザロケッツ第十回舞台公演『よつば診療浪漫劇～父と嘘をついた泥棒は、本当に父でした～』（2020年3月18日 - 29日 ザ・ポケット）- 石橋三郎 役[12]
- ミュージカル『ちはやぶる神の国～異聞・本能寺の変～』（2020年5月27日 - 31日、六行会ホール） ※全公演中止
- 劇団シアターザロケッツプロデュース公演vol.6『喫茶ミツルの3日間』（2020年7月1日 - 5日、テアトルBONBON） ※延期
- E-Stage Topia プロデュース公演『hood』佐藤信也ver.（2020年7月22日 - 27日、上野ストアハウス）- 駒井紐吉 役
- WITHYOU 『バハラナ～愛しのフィリピーナ～』（2020年9月2日 - 6日、テアトルBONBON）
- 劇団シアターザロケッツ第十一回舞台公演『サプライズでプロポーズする夜の、花火』（2020年10月21日 - 25日 六行会ホール）- 飯島義彦 役
- CRUSH KITCHEN ENTERTAINMENT vol.1 『the Selected World』（2020年11月18日 - 23日、萬劇場）- 主演・ スリー 役
- E-Stage Topia プロデュース公演『Meteor Soda』～流れ星を見つけたら、僕は君の微笑みの訳を知るだろう～（2020年12月16日 - 20日、上野ストアハウス）[13]

2021年
- 遊楽者 第一回公演『NHK入ってますか？〜National Hilarious Keeper 〜』（2021年2月2日 - 7日、新宿シアターブラッツ）
- ［Soft Boiled Theater-1］クリエイティブユニット【ソフトボイルド】旗揚げ公演『タンブル・アンヘルズ』（2021年2月18日 - 21日 シアターグリーン BOX in BOX THEATER）- 熊谷 役[14]
- 劇団シアターザロケッツプロデュース公演vol.6『喫茶ミツルの3日間』（2021年3月17日 - 21日 ザ・ポケット）- 片岡一郎 役[15]
- 宇宙食堂オリジナルメニュー#11「『スペースデブリっ娘』～2076年、キミとボクの愛は、この広い宇宙を救えるか～」（2021年4月22日 - 26日 吉祥寺シアター）[16] - 大石瑛太 役
- 疾駆猿第玖回公演 『BIRTHOLDILLDEATH -Near-』（2021年5月21日 - 30日、APOCシアター） - 八木原威薙刀 役
- ［Soft Boiled Theater-2］クリエイティブユニット【ソフトボイルド】Theater-2『ミッション・イン東京物語』（2021年6月23日 - 27日 CBGKシブゲキ!!）- 主演・新庄ヲサム 役[17]
- 劇団シアターザロケッツ第十二回舞台公演『山田家は引っ越さない』（2021年7月14日 - 25日 ザ・ポケット）- 牧野詩音 役[18]
- ［Soft Boiled Theater-3］クリエイティブユニット【ソフトボイルド】Theater-3『ゴールデン街の片隅で』（2021年8月18日 - 22日 シアターサンモール）- 桜庭 役[19]
- スズキプロジェクトバージョンファイブ本公演2021『川岡が来ないZ!!』（2021年9月15日 - 26日 テアトルBONBON）- 笹岡哲道 役[20]
- ［Soft Boiled Theater-4］クリエイティブユニット【ソフトボイルド】Theater-4『カルテットルーム』（2021年10月20日 - 24日 中目黒キンケロ・シアター）[21]
- 宇宙食堂プラネタリウム演劇『流星輪舞曲』（2021年11月25日 コスモプラネタリウム渋谷）- 宮司 役
- ［Soft Boiled Theater-5］クリエイティブユニット【ソフトボイルド】Theater-5『和道ノ阿修羅』（2021年12月10日 - 12日 京都劇場） - 直家 役[22]

2022年
- エビスSTARバー プロデュース2022年1月公演『ハッピーアワー』（2022年1月13日 - 23日、エビスSTARバー）- 本村隆 役
- ［Soft Boiled Theater-6］クリエイティブユニット【ソフトボイルド】Theater-6『戦国送球〜バトルボールズ〜』（2022年2月23日 - 27日 CBGKシブゲキ!!）- 大隣為近 役[23]
- ［Soft Boiled Theater-7］クリエイティブユニット【ソフトボイルド】Theater-7『戦国送球〜バトルボールズ〜第二次真田合戦』（2022年4月6日 - 10日 シアター1010）- 大隣為近 役[24]
- クリエイティブユニット【ソフトボイルド】パフォーマンスショー『ソフボ-殺陣祭-』（2022年4月29日-5月1日 池袋シアターグリーン BASE THEATER）
- ［Otona Project 第四十弾］演劇ユニット【爆走おとな小学生】第十七回全校集会『戦国送球〜バトルガールズ〜』（2022年5月25日 - 29日 こくみん共済 coop ホール／スペース・ゼロ）- 亀子 役[25]
- ［Soft Boiled Theater-8］クリエイティブユニット【ソフトボイルド】Theater-8『戦国送球〜バトルボールズ外伝〜天上天下唯我独尊』（2022年6月22日 - 26日 シアターサンモール）- 粟国司 役[26]
- ［Soft Boiled Theater-9］クリエイティブユニット【ソフトボイルド】Theater-9 朗読劇『小生とアトムの世界列車』（2022年8月5日 - 7日 アトリエファンファーレ高円寺）[27]
- WITHYOU 『バハラナ ～愛しのフィリピーナ〜』（2022年8月31日 - 9月4日 中野テアトルBONBON）- 小林 役
- ［Otona Project 第四十二弾］演劇ユニット【爆走おとな小学生】第十八回全校集会『舞踏戦隊オドルンZファイター』（2022年9月16日 - 19日 シアターGロッソ）- 山田隊長 役[28]
- 劇団フェリーちゃん Team up cruise 『マクダバ・タリーク』（2022年10月5日 - 10日、王子小劇場）- 主演・アルドゥ 役
- ［Soft Boiled Theater-10］クリエイティブユニット【ソフトボイルド】Theater-10 朗読劇『人生一度だけの魔法』（2022年11月3日 - 6日 池袋シアターグリーン BASE THEATER）[29]
- ［Soft Boiled Theater-11］クリエイティブユニット【ソフトボイルド】Theater-11 朗読劇『名もなき士』（2022年12月9日 - 11日 参宮橋トランスミッション）[30]

2023年
- WITHYOU 『SECURITY BOYZ!!!!!～奪還せよ!俺らの職場!!』（2023年1月18日 - 22日 赤坂レッドシアター）- 本田役
- ［Soft Boiled Theater-12］クリエイティブユニット【ソフトボイルド】Theater-12 朗読劇『イヤホン』（2023年2月3日 - 5日 参宮橋トランスミッション）[31]
- ＆4 第3回公演『それでは誓いのキスを』（2023年2月21日 - 26日 シアター風姿花伝）- 熱井勇気 役
- ［Soft Boiled Theater-13］クリエイティブユニット【ソフトボイルド】Theater-13『戦国送球〜バトルボールズ〜大阪冬の陣』（2023年3月29日 - 4月2日 シアター1010） - 大隣為近 役[32]
- 舞台『少年秘密倶楽部-零-』（2023年4月27日-30日 Box in Box THEATER）- シレネ役
- ［Otona Project 第四十六弾］演劇ユニット【爆走おとな小学生】第十九回全校集会『宇宙家族ヤマダさん～super saiyAの逆襲』（2023年5月31日 - 6月4日 こくみん共済 coop ホール/スペース・ゼロ）- ヤマダ叔父 役
- WITHYOU『バハラナ2 ～麗しのフィリピーナ〜』（2023年6月28日 - 7月2日 新宿シアターモリエール）- 小林 役
- ＆4 朗読劇 &4番外公演『ハレロヨ！』（2023年7月14-16日 APOCシアター）- 守山勇治 役
- 劇団シアターザロケッツプロデュース公演vol.8『佐山家シンフォニア〜夏〜[33]』（2023年8月23日 - 9月3日 テアトルBONBON）- 主演・佐山潤 役
- 劇団シアターザロケッツ第十六回公演「うちの担任絶対スパイ[34]」（2023年10月18日-22日 六行会ホール）- フランク梶原 役
- スズキプロジェクトバージョンファイブ10周年本公演『サラバ演劇世界』（2023年11月24日-12月3日 サンモールスタジオ）- 主演・南シンジ 役
- BEHATI OWL PRODUCE トライアル公演『薄膜インタフィアレス』（2023年12月21日-24日 エビスSTARバー）- 主演・福原赤弥 役

2024年
- WITHYOU 『BRIDGE!!』（2024年1月17日-21日 赤坂レッドシアター）- 大場一志 役
- ［Soft Boiled Theater-14］クリエイティブユニット【ソフトボイルド】Theater-14『夜明』（2024年2月29日 - 3月3日 BIG TREE THEATER）-西郷隆盛 役[35]
- 『大阪で生まれた女』（2024年3月20日-24日 テアトルBONBON）-誠 役
- ＆4 第4回公演『結びの言葉』（2024年4月24日-29日 コフレリオ新宿シアター）- 主演・夜城日出人 役
- WITHYOU『桃太郎〜芥川龍之介ver.〜』（2024年6月12日-16日 六行会ホール）-アクロ 役
- 『ミステリーレストラン〜呪いの鏡と謎のDM〜[36]』（2024年8月9日-8月31日 ルスツリゾート　全41回開催（※8月30日19:30回中止の為））演出・出演　探偵・坂上龍太役
- WITHYOU『インポッシブル・イズ・ナッシング』（2024年10月10日-14日 赤坂レッドシアター）-倉田保役
- 劇団シアターザロケッツ第十七回公演「そのアパートでは変身できない[37]」（2024年11月20日-24日 六行会ホール）- 主演・結城一平役

2025年
- WITHYOU『おっさんずセブン』（2025年1月29日-2月2日 中野ポケット）-鉢村竜二/龍役
- スズキプロジェクトバージョンファイブ本公演『極道シアターカンパニー』（2025年3月1日-3月9日 中目黒ウッディシアター）- 熊岸 役
- ＆4 第5回公演『おとぎの法廷』（2025年3月26日-30日 テアトルBONBON）-華太郎役
- ［Otona Project 第六十二弾］演劇ユニット【爆走おとな小学生】第二十二回全校集会"朗読×ACT"『アイディール・セミナー/2nd session』（2025年4月9日-13日 シアターサンモール）※収録による声のみの出演
- ［Soft Boiled Theater-15］クリエイティブユニット【ソフトボイルド】Theater-15『ツミビト〜7つと1つの大罪〜』（2025年4月23日 - 27日 CBGKシブゲキ!!）-アレク[38]役
- 劇団シアターザロケッツプロデュース公演vol.11『シャンパンタワーが立てられない』（2025年5月21日 - 5月25日 中野ポケット）-
- ［Otona Project 第六十三弾］演劇ユニット【爆走おとな小学生】第二十三回全校集会"朗読×ACT"『アイディール・セミナー/Final 『アイディール・セミナー/Final session』』（2025年6月4日-6月8日 スペース・ゼロ）-ハリケーン・トニック[39]役
- 片肌☆倶利伽羅紋紋一座「ざ☆くりもん」 第33回ロングラン本公演 『六道追分』（2025年6月25日-7月6日 池袋シアターグリーン BASE THEATER）- 徳三 役
- 『バハラナ3 』（2025年8月6日 - 8月10日 中野ポケット）- 小林 役
- ［Otona Project 第六十四弾］演劇ユニット【爆走おとな小学生】おと小草野球"番外試合"『草野球リバーサル〜人生逆転草野球〜』』（2025年8月28日-8月31日 武蔵野芸能劇場）- 音坂 熱史役
- 劇団シアターザロケッツ第十八回公演「お客様に神様ですホテル【2】」（2025年10月22日-10月26日 六行会ホール）

### TV
- 『マッスルガール第』（2011.04）
- 『チーム・バチスタ3アリアドネの弾丸』
- 『ザ！世界仰天ニュース』八王子スーパー殺人事件（2018年8月14日）[40]

### その他
2011年
- PV出演 フレンチキス『君なら大丈夫』（2011.05）

2013年
- BABEL FILMS 　短編映画「今日、生きてから笑え」（2013.11）

2021年
- ＆4イベント 『VACCINE』 オンラインイベント 2021年2月14日
- ソフトボイルド後夜祭『タンブルアンヘルズ』（2021年2月21日 casuarise東池袋）
- ソフトボイルド後夜祭『ミッション・イン東京物語』（2021年6月27日 レンタルスペースJISOU）
- ソフボ祭vol.1 燃やせ俺たちの演劇魂～舞台上で決闘しようぜ？～（2021年7月8日 池袋LIVE INN ROSA）
- ソフボ祭vol.2 燃やせ俺たちの芝居人生～クリエイティブユニットの正体明かすぜ？～（2021年7月29日 ＃chord＿）
- ソフトボイルド後夜祭『ゴールデン街の片隅で』（2021年8月22日 ふれあい貸し会議室）
- 美脚式殺陣ワークショップVol.1（2021年8月30日 スタジオジパング）
- ソフボ祭vol.3 ～ゴールデン街の片隅で～（2021年9月3日～9月4日 SHIBUYA TAKE OFF 7）
- ソフボ祭vol.4-輝け沖縄の一番星〜高田舟29歳お誕生日会〜（2021年9月14日 SHIBUYA TAKE OFF 7）
- ソフトボイルド後夜祭『カルテットルーム』（2021年10月24日 スペースマーケット会議室 渋谷宮益坂店 3A）
- ソフボ祭vol.5 ～カルテットルーム～（2021年11月3日）
- ソフトボイルド後夜祭『和道ノ阿修羅』（2021年12月12日 お気軽会議室 京都四条）
- ソフボ祭vol.6 ～和道ノ阿修羅～（2021年12月16日 SHIBUYA TAKE OFF 7）
- ソフボ祭vol.7 〜ソフトボイルド結成1周年-2021年感謝祭-〜（2021年12月31日 新中野ワニズホール）

2022年
- ソフボ祭vol.8-終わらせてやるよ、俺のブラックアウトで‼︎…何っ?!〜大橋篤29歳お誕生日会〜(2022年1月29日 ＃chord＿)
- ソフトボイルド後夜祭『-戦国送球〜バトルボールズ〜』（2022年2月27日 レンタルスペース JISOU）
- ソフボ祭vol.9-戦国送球〜バトルボールズ〜(2022年3月5日 ライブハウス SHIBUYA TAKE OFF 7)
- ソフトボイルド後夜祭『戦国送球〜バトルボールズ〜第二次真田合戦』（2022年4月10日 シアター1010ギャラリーB）
- ソフボ祭vol.10-戦国送球〜バトルボールズ〜第二次真田合戦（2022年4月16日 ライブハウス SHIBUYA TAKE OFF 7）
- ソフトボイルド後夜祭 『戦国送球〜バトルボールズ外伝〜天上天下唯我独尊』（2022年6月16日 新宿KSビル3F ）
- ソフボ祭vol.11-戦国送球〜バトルボールズ外伝〜天上天下唯我独尊（2022年7月3日 ライブハウス SHIBUYA TAKE OFF 7）
- ソフボ祭vol.12-人生一度だけの魔法〜今日だけみ〜んな魔法使い！一度だけの魔法、君ならどう使うライブハウス SHIBUYA TAKE OFF 7？！〜（2022年11月12日 ＃chord＿）
- ＆4イベント『QUiiiiNTETTO』（2022年11月19日-11月20日 新宿44ファンタジーホール）

2023年
- ソフボ祭Vol.13-ソフボ結成2周年記念イベント！〜「ハードボイルドな世の中だけど、みんなで楽しく面白いことやろーぜ!!」をモットーに舞台、演劇活動を行うクリエイティブユニット（表現者団体）である。by Wikipedia〜（2023年1月6日 ライブハウス SHIBUYA TAKE OFF 7 ）※ビデオ出演のみ
- 『ひできとあつしのお誕生日会』2023年1月8日 446シェアスペ karaoke space
- 『ipponyari Noa birthday event 2023』2023年3月4日 ゲスト出演 スペースM&A
- 『それでは誓いのキスをアフタートークイベント』2023年3月9日 シアターかざあな
- ソフトボイルド後夜祭『戦国送球～バトルボールズ～大阪冬の陣～』（2023年4月2日 シアター1010ギャラリーB）
- ソフボ祭vol.14 戦国送球～バトルボールズ～大阪冬の陣～（2023年4月8日 SHIBUYA TAKE OFF 7）
- おと小草野球 公開試合（2023年5月14日 江戸川グラウンド15面 10:00-） ※雨天中止
- ソフボ祭vol.15 燃やせ俺たちの芝居人生part-2～全ソフトボーラーが泣いたあの名作がついに完結、涙なしにこの感動は語れない～（2023年6月17日 ＃chord）
- おと小草野球 公開試合（2023年7月8日 江戸川グラウンド6面 16:00 - ）
- ＆4『ハレロヨ!アフタートークイベント』（2023年7月17日 APOCシアター）
- おと小草野球 公開試合（2023年7月23日 所沢航空記念公園野球場 9:00 - ）
- おと小草野球 公開試合（2023年8月6日 大井ふ頭中央海浜公園スポーツの森/野球場B面 19:00 - ）
- おと小草野球 公開試合（2023年9月18日 小豆沢野球場/B面 17:00 - ）
- おと小草野球 公開試合（2023年10月1日 小豆沢野球場/A面 19:00 - vs天鳳ウォールガイズ 5-6）
- おと小草野球 公開試合（2023年10月28日 城北野球場/B面 19:00 - ）
- &4イベント『&4忘年会』（2023年12月29日 TKJホール）

2024年
- おと小草野球 青空メロディーズ 公開練習（2024年2月10日 明治神宮外苑軟式グラウンド ケヤキ球場 10:00 - ）
- 『IpponyariNoa 21th BirthDay Event』2024年2月24日 ゲスト出演 スペースM＆A
- ソフトボイルド後夜祭『夜明』（2024年3月3日 Mace池袋）
- ソフボ祭vol.16 ～舞台『夜明』アフタートークイベント～（2024年3月10日 恵比寿ガーデンプレイス13階）
- おと小草野球 公開試合（2024年4月13日 小豆沢野球場/B面 17:00 - vs天鳳ウォールガイズ 3:3）
- おと小草野球 公開試合（2024年5月3日 小豆沢野球場/B面 17:00 - ）
- &4『結びの言葉アフターイベント』（2024年5月4日 中野スタジオあくとれ）
- おと小草野球 公開試合（2024年5月5日 所沢航空記念公園野球場 11:00 - 　5-4で勝利）
- おと小草野球 公開試合（2024年6月2日 小豆沢野球場/A面 19:00 - ） ※雨天中止
- おと小草野球 公開試合（2024年6月29日 城北野球場/B面 19:00 -　9-7で勝利 ）
- キングオブコント2024 東京予選1回戦[41]突破（2024年7月5日 タワーホール船堀 小ホール）
- おと小草野球 公開試合（2024年7月14日 小豆沢野球場/A面 19:00 - ）
- キングオブコント2024 東京予選2回戦　（2024年7月31日 きゅりあん小ホール）
- 青空メロディーズ 公開試合 内野守備走塁コーチ（2024年8月4日 栃木県総合運動公園 軟式野球場B 10:30 -）
- おと小草野球 公開試合（2024年9月14日 城北野球場/B面 19:00 - 　8-7で勝利）
- おと小草野球 公開試合（2024年9月28日 城北野球場/B面 19:00 - 　4-1で勝利）
- おと小草野球 公開試合（2024年10月19日 城北野球場/B面 19:00 - 　9-3で勝利）
- おと小草野球 公開試合（2024年10月20日 城北野球場/B面 19:00 -　5-3で勝利 ）
- おと小草野球 公開試合（2024年10月26日 城北野球場/B面 19:00 - vsPIW Bottles 4-6）
- 青空メロディーズ 公開練習・紅白戦（2024年10月27日 城北野球場/B面 19:00 -）
- おと小草野球 公開試合（2024年11月3日 サンケイスポーツセンター/14面 12:30 - 　チーム大橋 vs チーム加藤　8-5 勝利）
- おと小草野球 公開試合（2024年11月30日 サンケイスポーツセンター/31面 12:30 - 　vs天鳳ウォールガイズ 　4-3で勝利）
- おと小草野球 公開試合（2024年12月22日 重兵衛スポーツフィールド中台野球場 12:30 -　9-12 ）
- 渋谷サンタ寄席ライブ（2024年12月25日 美容室wuggla 19:00 - ）らんどりぃず

2025年
- 青空メロディーズ16人vsおと小草野球4人特別試合（2025年1月5日 城北野球場/A面 9:00 - ）
- おと小草野球 公開試合（2025年3月15日 城北野球場/B面 15:00 -　vs 印旛RaccoonDogs 0-5）
- 『そのアパートでは変身できない』Blu-ray完成記念イベント　(2025年3月16日 秋葉原ハンドレッド2)
- おと小草野球 公開試合（2025年3月20日 城北野球場/B面 13:00 - vs天鳳ウォールガイズ 2-5）先発ピッチャー
- ＆4『おとぎの法廷アフターイベント』（2025年4月6日 スペースキューブ）
- ソフトボイルド後夜祭『ツミビト〜7つと1つの大罪〜』（2025年4月27日 ）
- ソフボ祭Vol.17〜ツミビト〜アフタートークイベント（2025年5月2日 SAP新大久保）
- 青空メロディーズ公開試合　※守備走塁コーチ（2025年5月6日 小豆沢野球場/B面 9:00-　 ）※雨天中止
- おと小草野球 公開練習&キャッチボール会（2025年5月6日 ベースランド新木場 17:30 - ）旧ユニteam勝利
- おと小草野球 公開試合（2025年5月11日 城北野球場/A面 17:00 - vs PIW Bottles 3-5 ）
- おと小草野球 公開試合（2025年5月31日 城北野球場/A面 19:00 - ）　※雨天中止
- おと小草野球 公開試合（2025年6月1日 城北野球場/A面 19:00 -  vs助っ人連合 8-4 勝利）
- おと小草野球 公開試合（2025年6月15日 城北野球場/B面 19:00 - vs助っ人連合 9-4 勝利）
- 【ざ☆かけはし】其ノ五　（2025年6月20日 BASE THEATER）
- おと小草野球 公開試合（2025年7月12日 城北野球場/B面 19:00 -　vs Nexus 2-0 勝利）
- おと小草野球 公開試合（2025年7月13日 城北野球場/B面 19:00 -　vs NEO JAPONISM 5-1 勝利）
- おと小草野球 公開試合（2025年7月19日 城北野球場/A面 19:00 -　vs ファンキーズ 6-1 勝利）
- おと小草野球 公開試合（2025年7月20日 城北野球場/A面 19:00 -　vs 虎ノ門Mavericks 2-4）
- キングオブコント2025 東京予選1回戦（2025年7月22日 南大塚ホール）1634番
- おと小草野球 公開試合（2025年8月16日 城北野球場/B面 19:00 -　vs ロシアンズ 6-2 勝利）
- おと小草野球 公開試合（2025年8月17日 豊島区総合体育場 野球場18:30 -　vs ティータイム 13-3 勝利）先発ピッチャー
- おと小草野球 公開試合（2025年8月23日 城北野球場/B面 19:00 -　）
- おと小草野球 公開試合（2025年8月24日 城北野球場/A面 19:00 -　）